# كوستيك

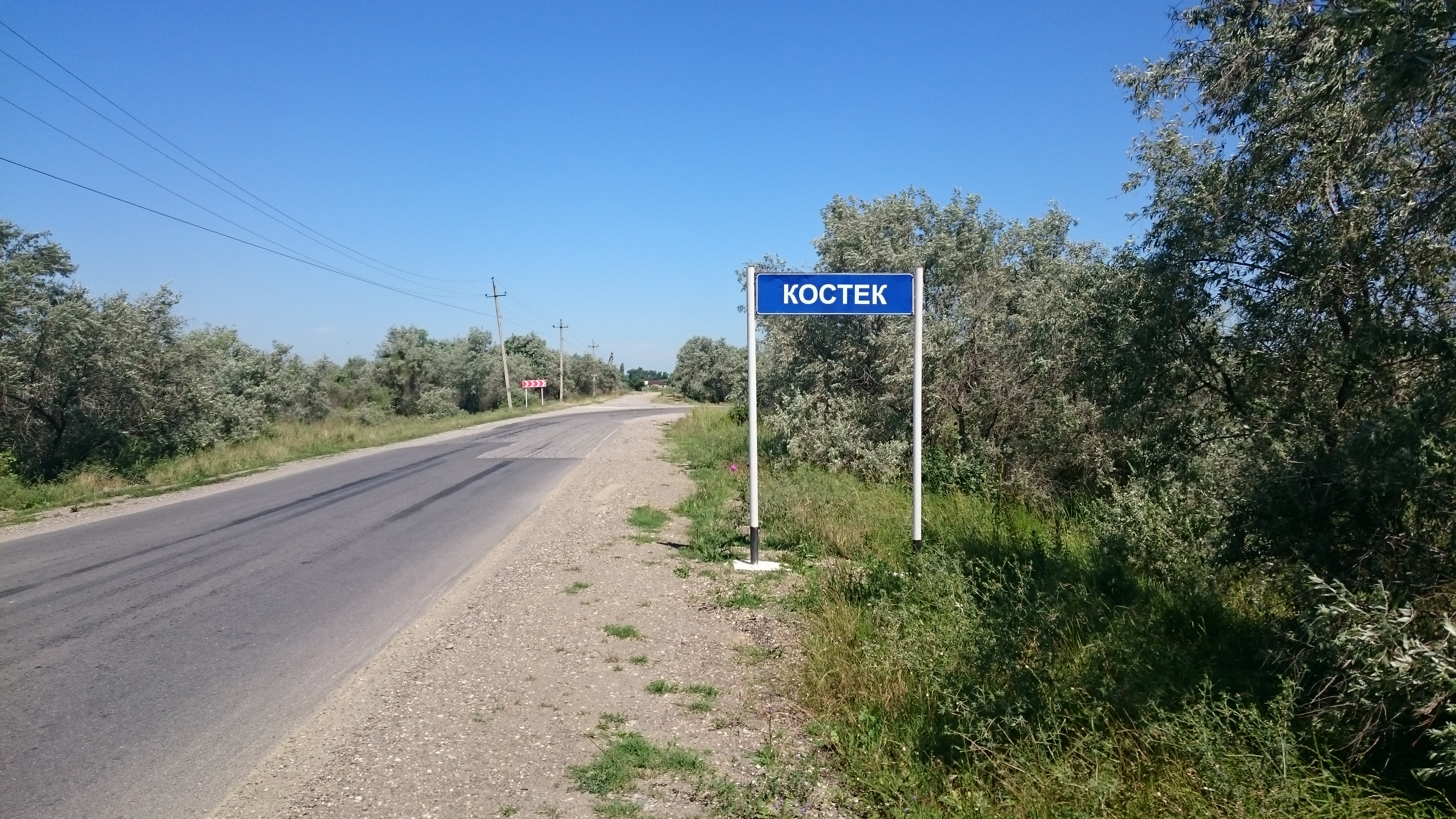
الطريق إلي كوستيك

كوستيك هي قرية تقع في منطقة خاسافيورت جمهرية داغستان (روسيا).
تعتبر القرية مركزا إداريا لمستوطنة الريفية كوستيك.

## جغرافيا
تقع القرية في الشمال الشرقي من مدينة خسافيورت.
 أقرب القري: في الشمال الشرقي — أكنادا و أكارو، في الشمال الغربي — قروش، في الجنوب — جونتاوول، في الجنوب الشرقي — كوستيك جديد.

## سكان
| عدد اسكان |       |
| 2002      | 2010  |
| 3864      | ↗4551 |